# ヒポクラテス
ヒポクラテス（ヒッポクラテース、古代ギリシア語: Ἱπποκράτης、英語: Hippocrates , 紀元前460年ごろ - 紀元前370年ごろ）は古代ギリシアの医者。
エーゲ海に面したイオニア地方南端のコス島に生まれ、医学を学びギリシア各地を遍歴したと言い伝えられるが、その生涯について詳しいことは分かっていない。ヒポクラテスの名を冠した『ヒポクラテス全集』が今日まで伝わるが、その編纂はヒポクラテスの死後100年以上経ってからとされ、内容もヒポクラテス派（コス派）の他、ライバル関係であったクニドス派の著作や、ヒポクラテスの以後の著作も多く含まれると見られている。
ヒポクラテス（或いはヒポクラテス派）の最も重要な功績のひとつに、医学を原始的な迷信や呪術から切り離し、臨床と観察を重んじる経験科学へと発展させたことが挙げられる。さらに医師の倫理性と客観性について『誓い』と題した文章が全集に収められ、現在でも『ヒポクラテスの誓い』として受け継がれている。
人生は短く、医術は長い "ὁ βίος βραχύς, ἡ δὲ τέχνη μακρή." と言う有名な言葉もヒポクラテスのものとされており、これは「ars longa, vita brevis アルスロンガ、ウィータブレウィス」というラテン語訳で現代でも広く知られている。病気は4種類の体液の混合に変調が生じた時に起こるという四体液説を唱えた。また人間のおかれた環境（自然環境、政治的環境）が健康に及ぼす影響についても先駆的な著作をのこしている。
これらヒポクラテスの功績は古代ローマの医学者ガレノスを経て後の西洋医学に大きな影響を与えたことから、ヒポクラテスは「医学の父」、「医聖」、「疫学の祖」などと呼ばれる。

## 生涯

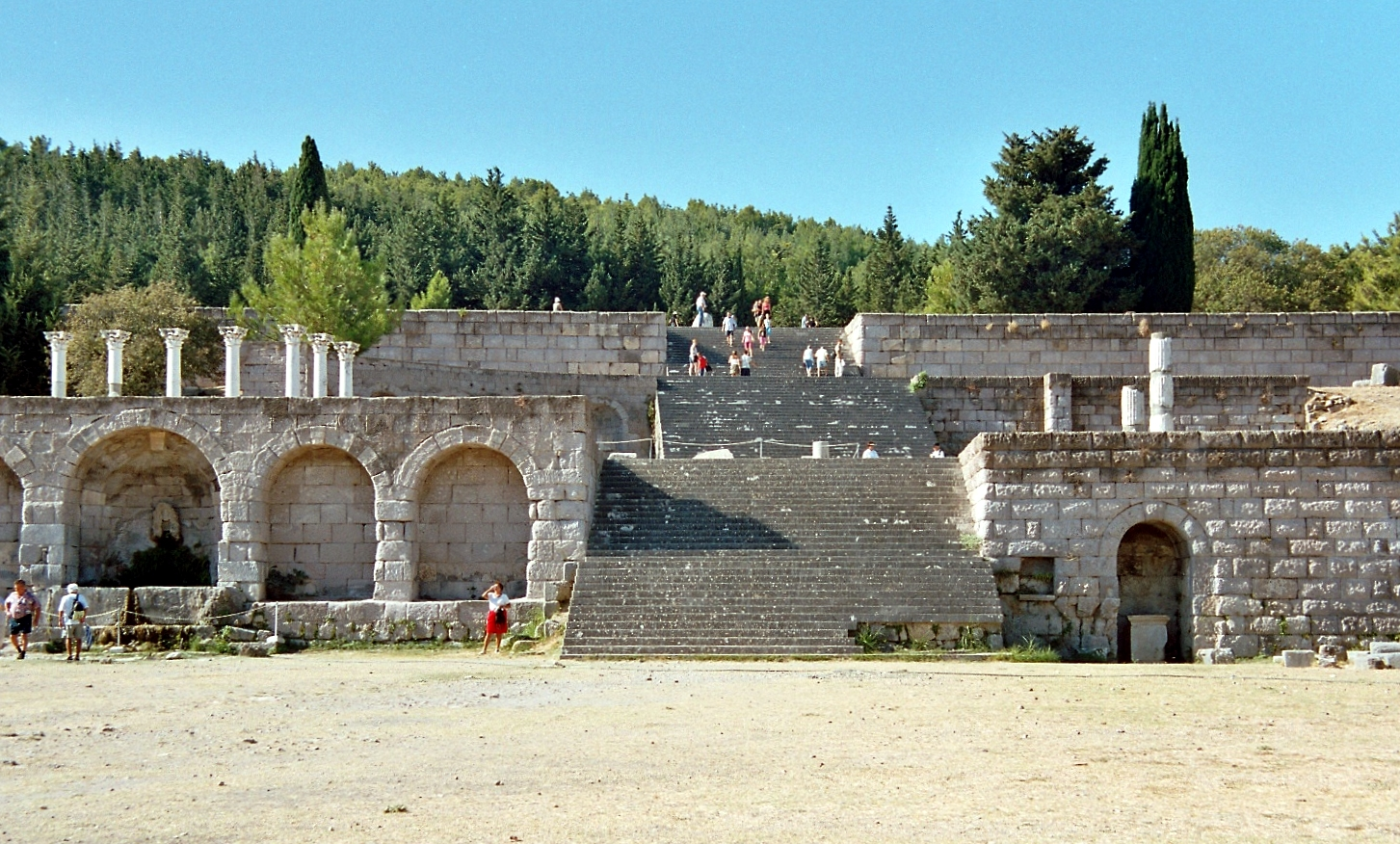
コス島のアスクレピオス神殿

ヒポクラテスが紀元前460年頃にギリシャのコス島で生まれた実在の人物であること、また生前から医者としても医学の指導者としても著名な人物であったことは多くの歴史家が認めるところであるが、その他に伝えられる伝記の類は資料の裏付けのないものが多く、おそらく史実ではない。（詳細は逸話の節を参照のこと。）
ヒポクラテスについての記述は、紀元前4世紀のプラトンやアリストテレスの著作、10世紀のスーダ辞典や、12世紀のヨハンネス・ツェツェースの著作にも見られるが、初めてヒポクラテスの伝記を著したのは2世紀ギリシアの医者エペソスのソラノスであり、このソラノスのヒポクラテス伝は今日でもヒポクラテスを知る上で重要な情報源のひとつである。ソラノスの伝記によれば、ヒポクラテスの生年は「第80回オリンピア大会期の第一年」、つまり紀元前460年である。またヒポクラテスの父親は医者のヘラクレイダス、母親はパイナレテであるという。ヒポクラテスにはテッサロスとドラコンというの二人の息子がおり、娘婿のポリュボスと共にヒポクラテスの医学の弟子であった。古代ローマの医学者ガレノスによると、ポリュボスがヒポクラテスの真の後継者である。なお、テッサロスとドラコンにはそれぞれヒポクラテスという名前の息子がいたという。ソラノスはまた、ヒポクラテスは父親と祖父から医術を学び、他の学問をデモクリトスとゴルギアスから学んだと記している。コス島のアスクレピオス神殿（診療所でもあった）で医術の訓練を積み、トラキアの医者、セリュンブリアのヘロディコスからも教えを受けていた可能性がある。なお同時代人でヒポクラテスについて触れた著作を遺したのはプラトンだけであり、対話篇『プロタゴラス』（311B）と、『パイドロス』（270C-E）の2箇所にヒポクラテスに関する記述がある。『プロタゴラス』の記述は「アスクレピオス派の医者、コス島のヒポクラテス」とごく簡潔であるが、ヒポクラテスがプラトンと同じ時代に実在した人物であったことが窺える。
生年が紀元前460年とされることから、ヒポクラテスは『戦史』を著した歴史家トゥキディデス（前460年頃 - 前395年）と同い年、また哲学者ソクラテス（前469年 - 前399年）よりおよそ10歳年少で喜劇作家アリストパネスよりも15歳ほど年長であった。この時代はギリシアの古典期にあたり、ペルシア戦争に勝利したアテナイは、ペリクレス（紀元前444年から紀元前430年までアテナイの将軍職）のもと最盛期を迎え、哲学、建築、彫刻、文学など数多くの分野で今日まで影響を及ぼす文化が生まれた。（この時代をペリクレス時代ともいう。）なおアテナイはペリクレスの死後ペロポネソス戦争を経てスパルタに覇権を奪われやがて衰退した。
ヒポクラテスは生涯医学を教え、自ら実践し、また遍歴医として少なくともテッサリアやトラキア、さらに地中海と黒海の間にある内海マルマラ海の辺りまで旅をし、テッサリア地方の中心都市ラリサで死去したといわれている。没年についてソラノスの伝記では90歳で死去したなど複数の没年齢にふれており、著者不明のヒポクラテス伝記（ブリュッセル写本）およびツェツェースの伝記では104歳とあるなど、正確な没年齢は不明である。

## ヒポクラテス医学
ヒポクラテスは、病気とは自然に発生するものであって超自然的な力（迷信、呪術）や神々の仕業ではないと考えた最初の人物とされている。哲学（イオニア自然学）に対しても、『古い医術について』という論文ではエンペドクレスのような空気・水・火・土を四大元素とする哲学的傾向や、クロトンのアルクマイオンのように熱・冷・乾・湿をそれぞれ対抗する力とらえ、病気の原因や治療をそこから説こうとする傾向を医学から排除しようとしている。医学を宗教から切り離し、病気は神々の与えた罰などではなく、環境、食事や生活習慣によるものであると信じ、主張した。たしかに『ヒポクラテス全集』には、一部（『養生法』4，79，90各節）を除いて迷信的要素はないが、一方でヒポクラテス自身解剖学的、生理学的に誤りである四体液説を信じ、これに基づいた医療行為を行っていた。
古代ギリシアの医学は、クニドス派とコス派（ヒポクラテス派）の二つの学派に分かれていた。クニドス派は診断（diagnosis）を重視した。これはつまり、病気をくわしく分類し、身体のどこがどんな病気に罹ったを特定して治療する方法であるが、当時ギリシアでは人の体を解剖することがタブーとして禁じられており、医師は解剖学・生理学の知識をほとんど持っていなかったことから、結果としてクニドス派は診断を誤ることも多かったという。一方、コス派は、予後（prognosis）を診断以上に重んじ、効果的な治療を施し大きな成果を上げた。コス派は、季節・大気といった環境の乱れや食餌の乱れが体液の悪い混和をもたらし病気を引き起こすと考えたので、患部はつねに体全体であり、病気は一つであった。
19世紀以降の現代西洋医学は、ヒポクラテス説からは距離をおいたものとなっている。今日（西洋医学の）医師は診断で病名を特定し、それに対する専門の治療を行うことを重視しており、この2点は（結局）クニドス派の手法である。（19～20世紀になると、西洋医学では）考え方がヒポクラテスの時代とは異なったものに変化し、「良いことをするか、できなければ少なくとも悪いことをするな」というヒポクラテス派の考え方を、「消極的な診療」として批判する医師が増えた。フランスの医師ウダールは「ヒポクラテス派がやったことは、便、尿、汗などを調べ、その中に「消化」の兆候を探り、分利を告げ、死を宣告する、それだけではないか」とした。

### 体液病理説と分利
体液病理説とは、「人間の身体を構成する体液の調和が崩れることで病気になる」とする説で、18世紀に病理解剖学が生まれるまでは臨床医学の主流の考え方であり、その後も病態生理学の土台となった考えであった。ヒポクラテス医学においては、『人間の自然性において』で示されるように、人間は血液、粘液、黄胆汁、黒胆汁の四体液をもち、それらが調和していると健康であるが、どれかが過大・過小また遊離し孤立した場合、その身体部位が病苦を病むとした。。このほか、ヒポクラテス医学における重要な概念のひとつが分利（crisis）である。分利とは、病気の進行における段階のひとつであり、この段階においては患者が病に屈して死を迎えるか、あるいは反対に自然治癒によって患者が回復するかのいずれかが起こる。また、病気が分利を経て一旦回復した後に再発した場合は、もう一度分利を迎えることとなる。分利は罹患して一定期間後にみられる「危篤日」に起こる傾向があることが分かるが、分利が「危篤日」から大きくずれて見られた場合は病気の悪化が懸念される。ガレノスはこれをヒポクラテスの考えであるとしたが、実際にはヒポクラテス以前から存在した可能性が指摘されている。

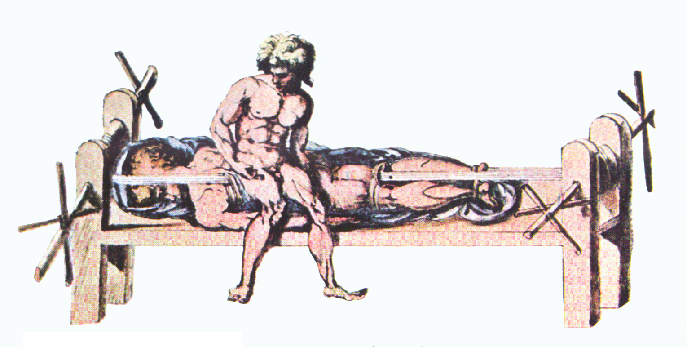
2世紀、ガレノスの著作のビザンティン版に描かれたヒポクラテスのベンチ。巻き上げ機のついたロープで身体を引張り、背骨の歪みや骨折して骨が重なり合った状態を整復するために使われた。

ヒポクラテスの施す医術は、人間に備わる「自然治癒力（ラテン語: vis medicatrix naturae）」、つまり四体液のバランスをとり治癒する自然（"physis"ピュシス、「自然」の意）の力を引き出すことに焦点をあてたものであり、そのためには「休息、安静が最も重要である」と述べた。さらに、患者の環境を整えて清潔な状態を保ち、適切な食餌をとらせることを重視した。例えば、創傷の治療には、きれいな水とワインだけを用いた。その他鎮痛効果のある香油もときに塗布薬として用いられた。
「一般」病理学に基づき「一般」治療を施すとの考え方から、ときには効き目の強い薬を使うこともあったというが、基本的には患者に薬を投与したり、特定の治療法をとることはしないようにしていた。こうした受動的、消極的な治療法は、比較的単純な疾患、例えば骨折の中でも骨格組織を牽引して損傷部位の圧迫を軽減する必要のある場合などには大変効果的であった。《ヒポクラテスのベンチ》や他の器具はこのような目的の為発明され使用された。
ヒポクラテス医学の強みのひとつに、《予後》を重視したことがあげられる。ヒポクラテスの時代には、薬物による治療は未発達であり、医師のできることといえば病気の程度を診断し、他の症例を参考にして病気の進行を予測することぐらいであった。

### 職業意識

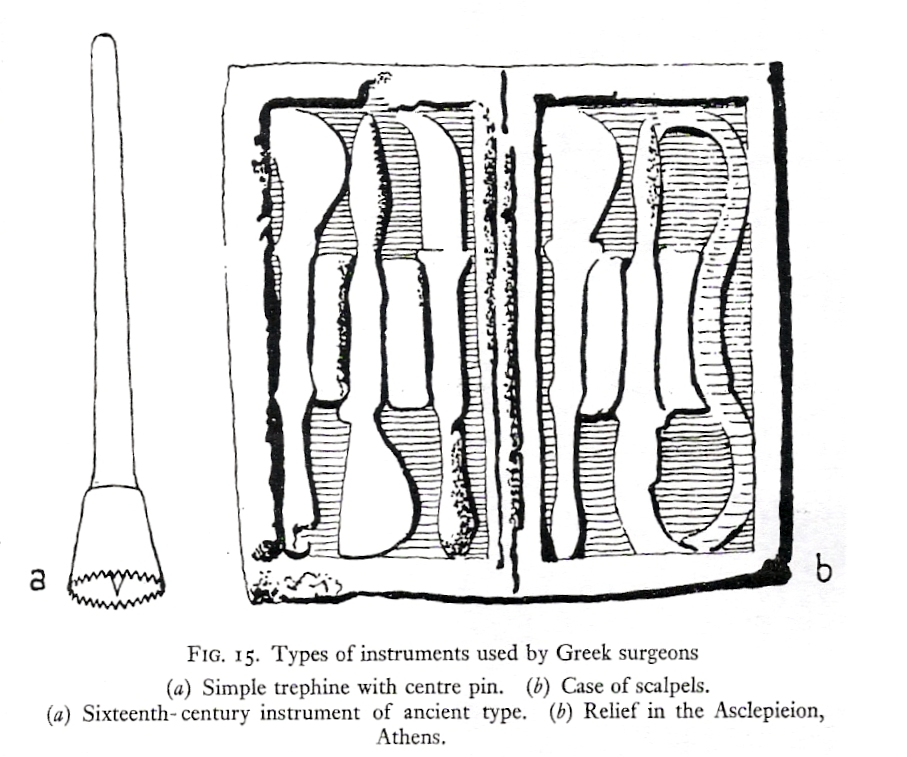
古代ギリシアの外科医療器具。左:トレフィン（冠状鋸）、右:メスのセット。ヒポクラテス学派の医者達はこれらの器具を有効に活用した。

ヒポクラテス学派は、厳格な職業意識、規律、厳しい訓練で有名であった。『医師について』という文書では、医者というのは、身なりを整え、正直で、冷静で、理解に富み、真面目であることを推奨している。ヒポクラテス派の医者は訓練中でもあらゆる事柄に十分注意を払う。手術室の「照明、人員、器具、患者の位置、包帯の巻き方」などにも事細かな仕様があり、指の爪をきれいに切りそろえることも求められた。
ヒポクラテス学派は患者の観察と記録の作成を臨床の原則として重視した。これは医師各々が臨床にあたって発見した症状と治療法を客観的な方法で明確に記録することで、他の医師がその記録を参照しその治療方法を採用することなどができるようになるからである。ヒポクラテスは、顔色、脈拍、熱、痛み、動作、排泄など多くの症状に注意を払い、規則正しい記録をつけた。また病歴を聞くとき、患者がうそをついていないかどうかを知る為に患者の脈を測ったことがあると言われており、こうした観察の対象は、患者の家族の病歴や家屋の環境にまで及んだ。「ヒポクラテスにとっての医術は、臨床検査と観察の技術に負うところが大きかった」という見方もあり、ヒポクラテスは「臨床医学の父」と呼ばれるのがよりふさわしいかもしれない。

## 医学への直接的貢献

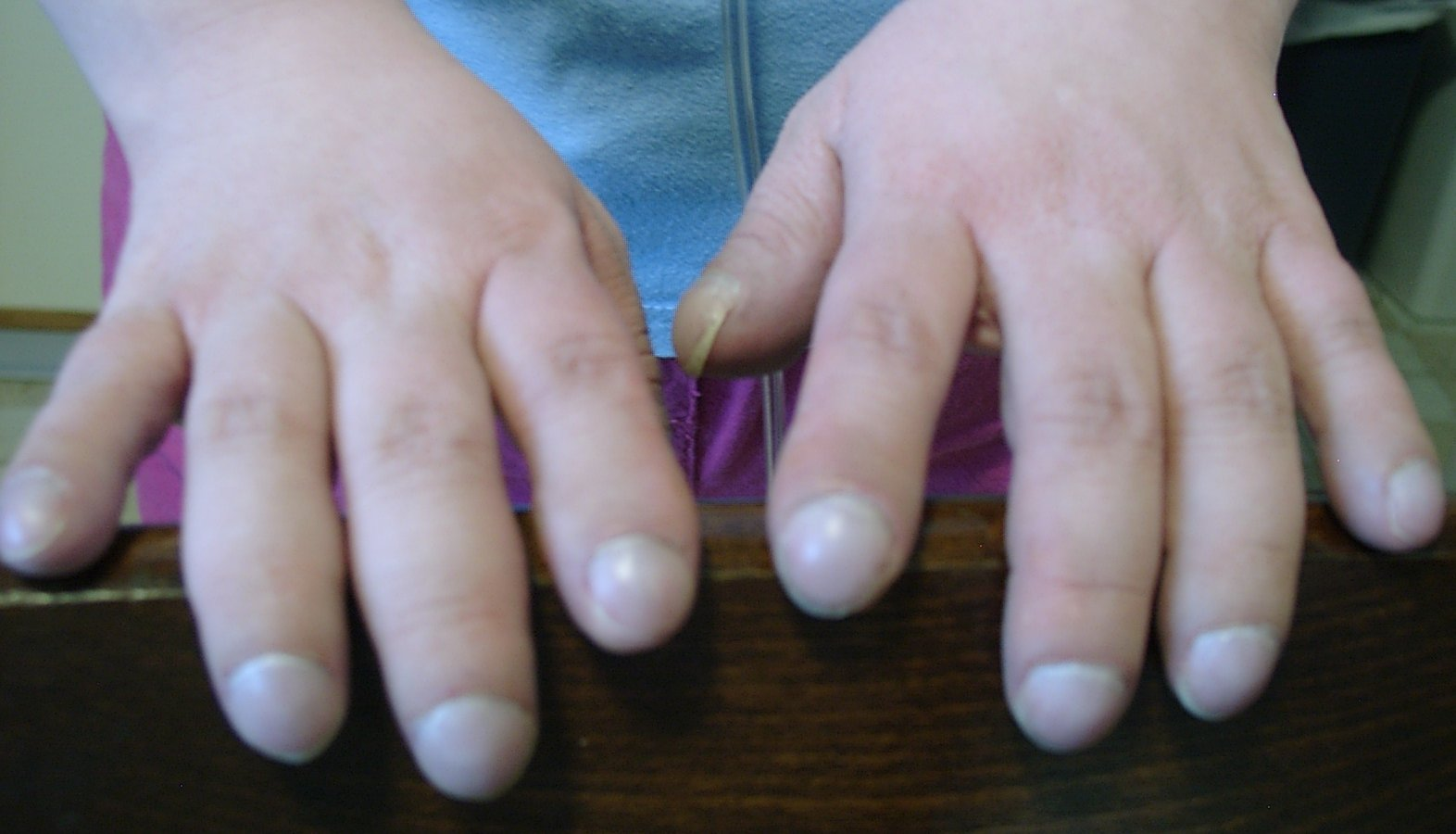
アイゼンメンゲル症候群の患者にみられるばち指。ヒポクラテスによって最初に症状が記録されたことから「ヒポクラテス指」や「ヒポクラテス爪」ともいう。

ヒポクラテスとヒポクラテス派の医師たちは、多くの病気とその症状について医学史初となる記述を残した。中でも慢性化膿性肺疾患、肺がんやチアノーゼ性心疾患（先天性心疾患のうちチアノーゼ性のもの）を診断するうえで重要な兆候となる、指がばち状となる症状を最初に記述したとされ、このことから、ばち指のことを「ヒポクラテス指（またはヒポクラテス爪）」ともいう。また『予後論』において、初めてヒポクラテス顔貌（死相のこと）について記述したことも知られているが、この表現は、シェイクスピアの史劇『ヘンリー五世』第2幕第3場のフォルスタッフの死の場面で使われたことでも有名である。
ヒポクラテスは病気を急性・慢性・風土病・伝染病の四つに分類し、「悪化・再発・消散・分利・発作・峠・回復」といった用語を用いた。その他の主な業績としては、胸腔内に膿がたまった状態である膿胸の症状の例や、身体所見、外科治療法と予後についての記述があげられ、ヒポクラテスの教えは現代呼吸器学や外科を学ぶ者にとっても今日的な意味を持っている。ヒポクラテスは文書に記録の残るなかでは最初の胸部外科医であり、ヒポクラテスによる発見の数々は現在でも有効である。
ヒポクラテス学派は、（その理論の質は高くないものの）直腸の疾患と治療法についても詳しい記述を残している。例えば、痔は胆汁の粘液が多いために起こるものと考えられたが、ヒポクラテス派の医師の施した治療法は比較的先進的なものであった。『ヒポクラテス全集』には望ましい治療法として痔核を結紮（けっさつ：糸などで結ぶこと）し、熱した鉄で患部を焼灼（しょうしゃく）すると記述した文書があり、焼灼器と切除についても記載がある。また、様々な軟膏をつけるといった方法も提案されている。今日でも痔の治療においては、患部を焼灼し、結紮し、切除する過程がみられる。さらに、『ヒポクラテス全集』には反射鏡を直腸内の観察に利用することについて述べた一節がある。現代の内視鏡も反射鏡の原理を発展させたものであり、この記述は内視鏡に言及した最古の記録ともいえる。

## 著作

### ヒポクラテス全集

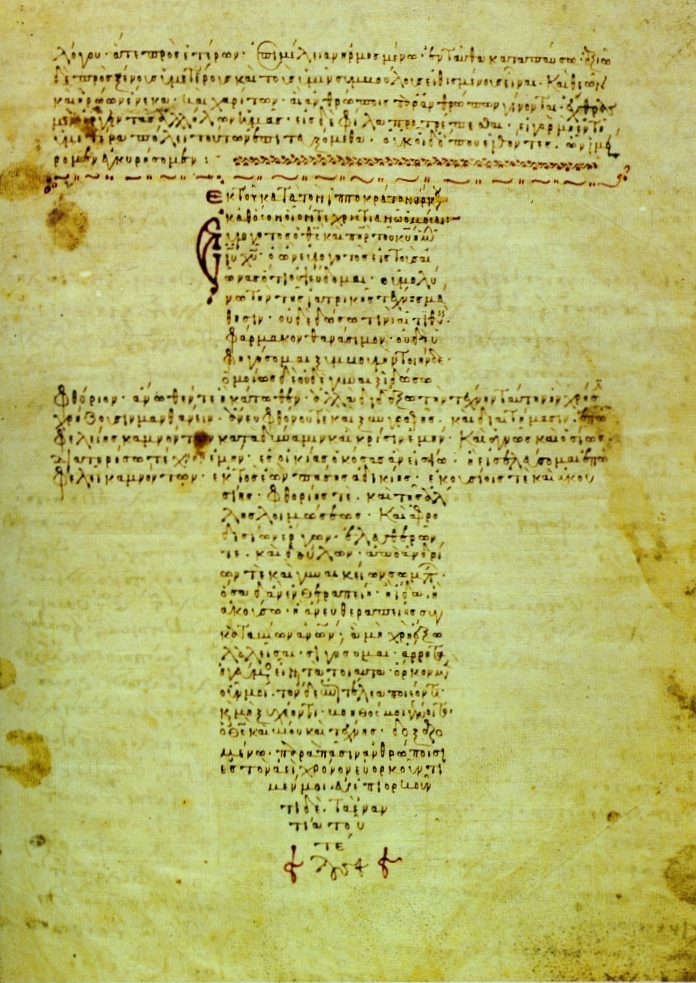
十字の形に記された『ヒポクラテスの誓い』。12世紀ビザンティンの写本

『ヒポクラテス全集』（羅: Corpus Hippocraticum、『〜集典』や『〜集成』とも）は、紀元前3世紀ごろ編纂された、古代ギリシア語のイオニア方言で書かれた70余りの医学文書の集典である。編纂に至るまでヒポクラテスの没後100年以上経っており、どの文書も無記名であることから、ヒポクラテス自身がどの程度の文書にかかわったかという問題には答えが出ていない。ヒポクラテス学派（コス派）の医師たちの著作が多く含まれるが、クニドス派やその他の学派とみられる著作も含まれている。全集全体での著者の数を最大19人とする説もある。コス島の学校文庫に所蔵されていたものの写本がアレクサンドリア図書館にわたり編纂されたものか、巷間に流布していた無記名の医学文書がアレキサンドリア図書館に収められたものかは不明であるが、紀元前3世紀末までにはヒポクラテスの学説として認められた医学著作の一群が成立し、今日に伝わる形での全集となっていった。
ヒポクラテス全集には、臨床記録、医学の教科書、講義録、研究ノート、哲学的エッセイといった様々な種類の文書が順不同の形で収められ、医学の専門家から門外漢まで幅広い読み手を想定して書かれている。著名な文書としては、『ヒポクラテスの誓い』、『予後論』、『急性病の養生法』、『箴言』、『空気、水、場所について』、『流行病』、『神聖病について』、『古い医術について』などがあげられる。ただし『ヒポクラテス選集』（ロウブ版）の編集者W. ジョーンズによれば、『予後論』、『急性病の養生法』、および『流行病』の1と3のみが「同じ人によって、ギリシアの偉大な時期が過ぎ去る以前に書かれた、迷信および哲学の残渣がない科学的な論文」とされる。

#### 主な著作
- 『ヒポクラテスの誓い』（希: Ἱπποκράτειος ὄρκος、英: Oath of Hippocrates）
- 『箴言』（希: Ἀφορισμοί、英: Aphorisms）
- 『法』（希: Νόμος、英: The Law）
- 『流行病』（希: Ἐπιδημιῶν、英: Of the Epidemics）
- 『予後』（希: Προγνωστικόν、英: The Book of Prognostics）
- 『空気、水、場所について』（希: Περὶ ἀέρων, ὑδάτων, τόπων、英: On Airs, Waters, Places）
- 『神聖病について』（希: Περὶ ἱερῆς νούσου、英: On the Sacred Disease）
- 『潰瘍について』（希: Περὶ ἐλκῶν、英: On Ulcers）
- 『痔について』（希: Περὶ αἰμορροΐδων、英: On Hemorrhoids）
- 『古い治療について』（希: Περὶ ἀρχαίας ἰητρικῆς、英: On Ancient Medicine）
- 『人間の本性について』（希: Περὶ φύσεως ἀνθρώπου、英: The Nature of Man）

### ヒポクラテスの誓い
『ヒポクラテスの誓い』はヒポクラテス全集の内でも最も有名な文書であり、今日まで医療倫理に大きな影響を与えてきた。ヒポクラテスの死後書かれた可能性があることから、近年この文書の著者が誰であるかについて調査研究の対象となっている。今日の医療倫理に『誓い』をそのままの形で採用することは稀であるが、その精神は現代の医療モラルに関する規定や規律の基礎に受け継がれている。医学部を卒業するときにこの『誓い』（あるいは学校独自の『誓い』）を立てることも多く、『ヒポクラテスの誓い』は今日でも形を変えて医師たちの間に生き続けている

## 後世への影響

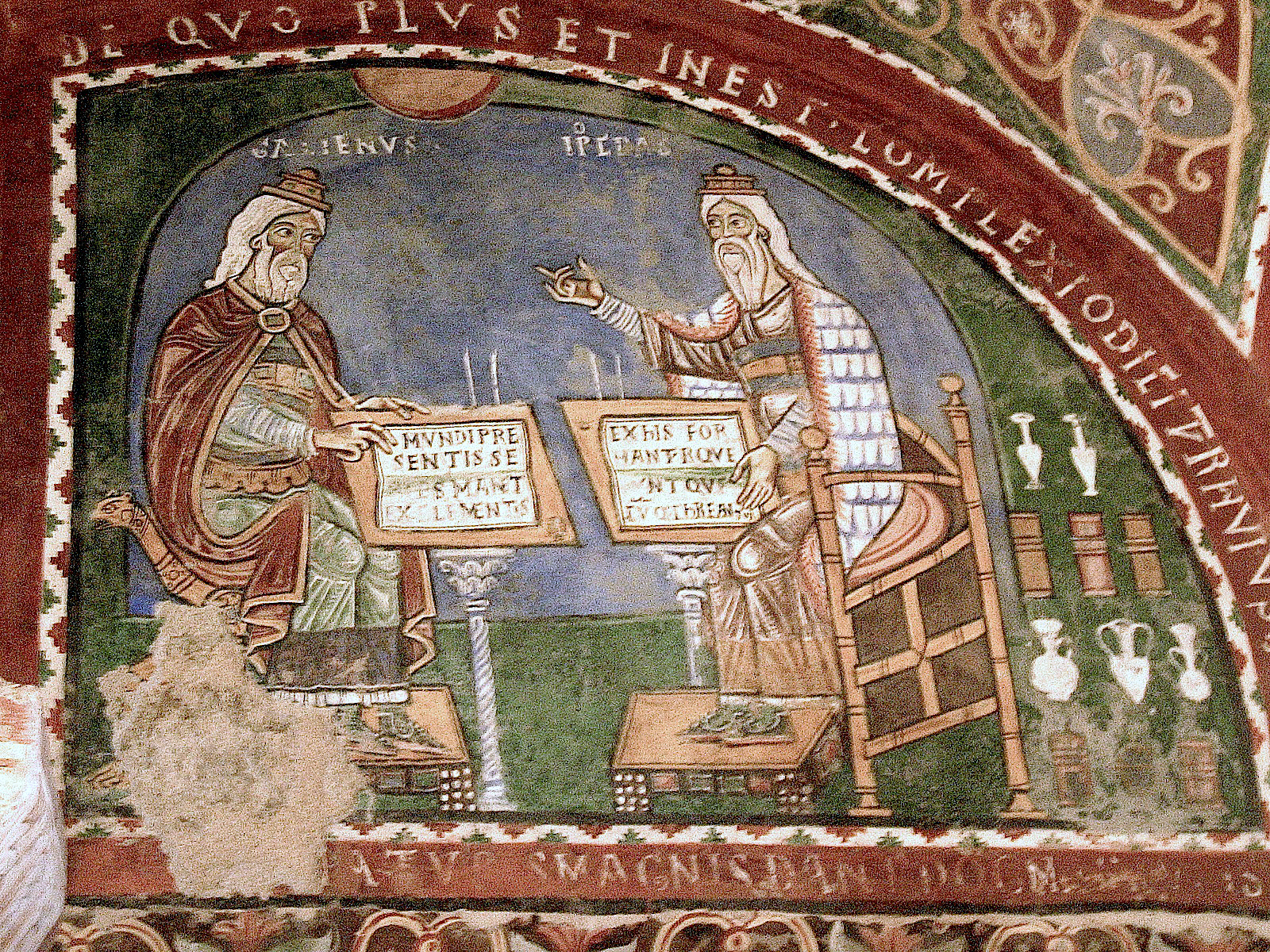
イタリア、アナーニに残るガレノスとヒポクラテスが描かれた壁画。12世紀。

ヒポクラテスは広く「医学の父」と認められている。医術を迷信から切り離し、経験科学としての医学を発展させ、職業としての医師を確立させるなど、医学の発展に大きな貢献があったからであるが、ヒポクラテスの死後、その発展は停滞してしまう。ヒポクラテスは後代広く崇拝され、その偉大さゆえにその医学を大きく発展させることは長期にわたってみられず、ヒポクラテスの死後数世紀の医学は、それまで進歩したのと同じくらい後退した。例えば、フィールディング・ギャリソンは「ヒポクラテス時代の後、臨床例を記録する行為などは廃れてしまった。」と述べている。
ヒポクラテスのあと、医学史上次に現れた重要な医師は古代ローマのガレノス（129年-200年）である。ガレノスはヒポクラテスの業績を永続的なものとし、その医学を一部前進させ一部後退させた。中世、ヒポクラテス医学を受け継いだのはアラブ社会であった。ルネサンス期を経て、ヒポクラテスの手法はヨーロッパで再評価され、19世紀には更に拡大した。ヒポクラテスの臨床医学を継承した著名な医師はトーマス・サイデンハム（1624年-1689年、英国）、ウィリアム・ヘバーデン（1710年-1801年、英国）、ジャン＝マルタン・シャルコー（1825年-1893年、フランス）、ウイリアム・オスラー（1849年-1919年、カナダ）らである。フランスの医師アンリ・ウシャールは、こうした再評価が「内科医学の歴史のすべて」を作り上げたと述べている。

### イメージとしてのヒポクラテス

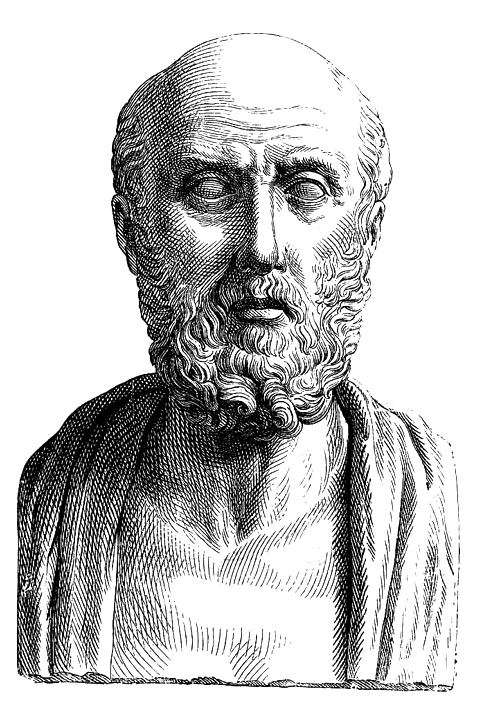
ローマ時代につくられた胸像（19世紀銅版画）。伝統的なヒポクラテス像

アリストテレスによると、ヒポクラテスは生前から「大ヒポクラテス」として知られていた。その気質に関して、ヒポクラテスははじめ「寛容ながら威厳のある年老いた田舎の医者」として描かれ、後には「厳格で近づき難い」イメージで描かれた。偉大なる知性と特に非常に実践的な能力を持った賢者のイメージである。スコットランドの医師でギリシア語翻訳家のフランシス・アダムスはヒポクラテスを「経験と良識のある医者」であると表現した。
年老いた賢者としてのヒポクラテスのイメージは、顎鬚と皺の寄った風貌の胸像によっても強まった。当時多くの医師がユピテル像やアスクレピオス像のような髪型にしたといわれているが、今日我々の見るヒポクラテス像はそうした神々のスタイルを踏襲しない稀な例と考えられる。ヒポクラテスとその信念は医学の理想とされた。医学史の権威フィールディング・ギャリソンは「ヒポクラテスは、心のバランス、柔軟さ、そして批判精神のあり方の手本であり、とりわけいつも過ちの原因となるものを看視し続けた。それはまさに科学的精神の真髄である。」「彼の姿はいつも医師の理想像として立ちそびえている」と述べている。

#### 江戸時代後期の日本におけるヒポクラテス崇拝

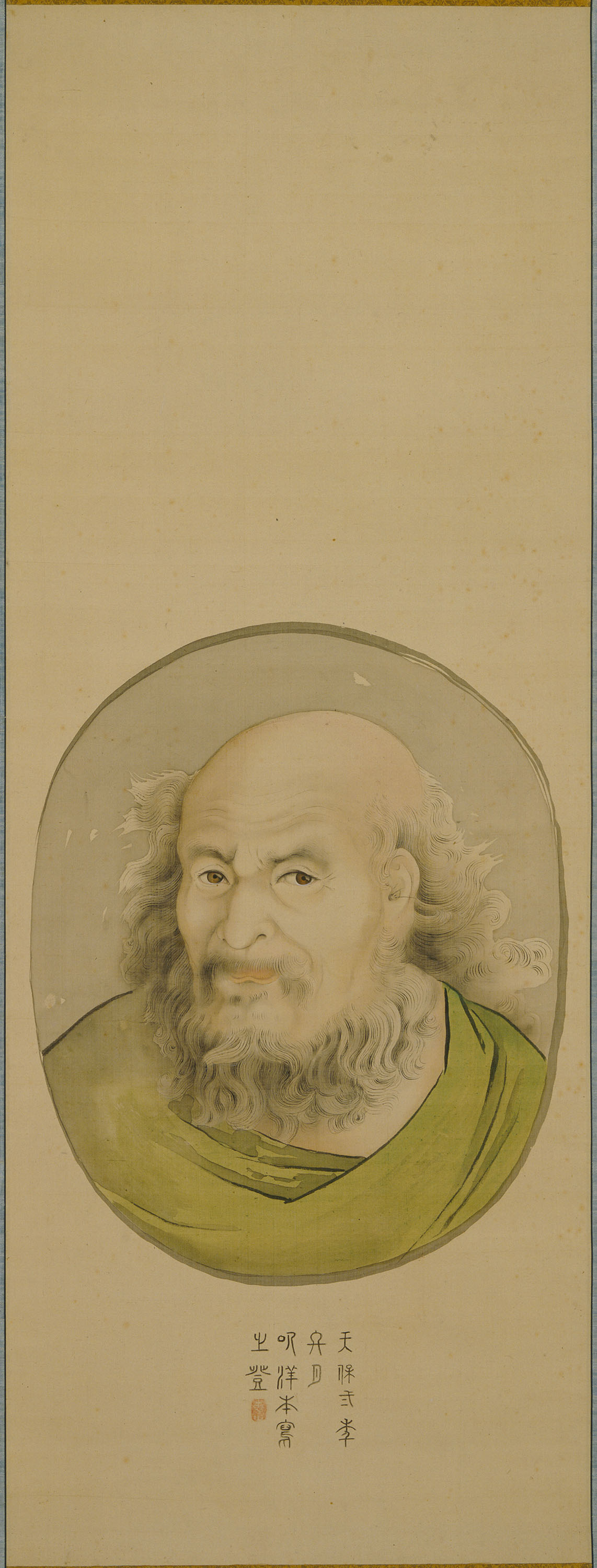
渡辺崋山筆『ヒポクラテス像』（重要美術品、九州国立博物館所蔵）

江戸時代後期の日本で蘭方医学が隆盛すると、漢方医が本草学の祖として神農を祀っていたのに対抗する形で、蘭方医は西洋医学の父としてヒポクラテスを掲げた。渡辺崋山や宇田川榕菴などがヒポクラテス像を描いた例が知られるほか、多数の作品が残っており、それなりに需要があったことが窺われる。さらに、かつて薬屋が集まっていた京都市二条通に位置する薬祖神祠では、日本の大己貴神・少彦名神、中国の神農に加えてヒポクラテスも薬祖神として祀られている。

### 逸話

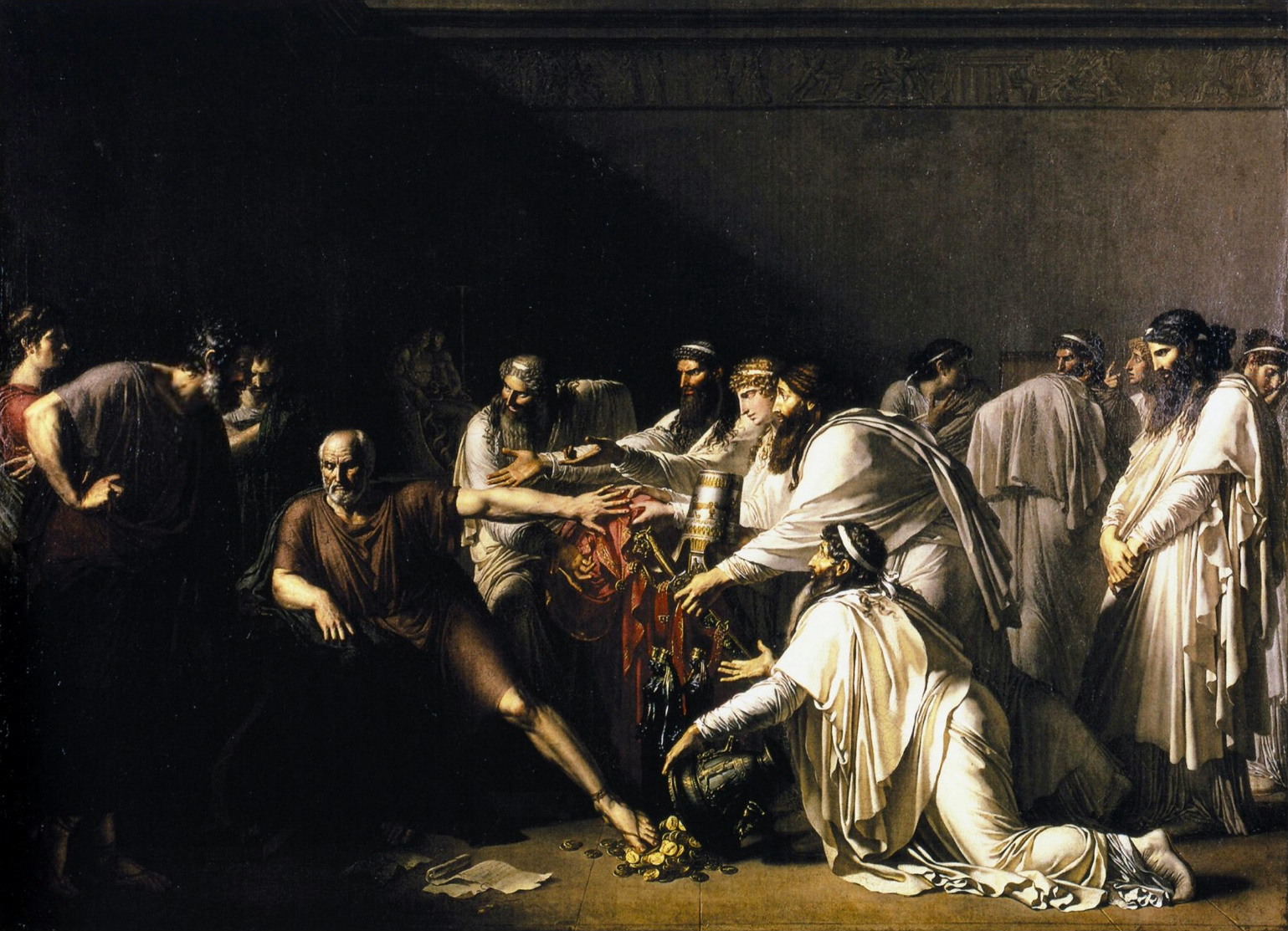
『アルタクセルクセスの贈与を拒絶するヒポクラテス』
ジロデ＝トリオゾン画、1792年

ヒポクラテスの生涯にまつわる様々な逸話は、その多くが史実と一致せず、さらにはイブン・スィーナー（ラテン名の英語読み:アヴィセンナ）やソクラテスにまつわる話に類似した逸話もあり、おそらく伝説を起源とするつくり話の類と考えられる。だがヒポクラテスが存命中から、おそらくその高名さ故に、病を奇跡の力で治療したといった逸話が生まれていた。例えば、ヒポクラテスは「アテネの疫病」に際し、町の消毒のために大きなかがり火を焚いてアテナイ人を救った、または、マケドニア王ペルディッカス2世の恋の病を治したとも言い伝えられている。だがどちらの話も史料の裏付けが無いため、実際にあった話ではないと考えられている。
その他にも、ヒポクラテスがペルシア王アルタクセルクセスの宮廷に招聘された際、「ペルシャ王の至福にあずかることも、ギリシャ人の敵であるにもかかわらず夷狄を病気から守ることも、私には許されない。」と言って断ったという逸話もある。古代の資料によるとこれは事実のようであるが、現代の研究者には史実性に疑いを持つ意見もある。

また、原子論で知られるアデブラのデモクリトスは、いつでも誰に対しても笑っていたり、動物の死骸が家の周りに散乱するなどしていたので市民から少し頭がおかしくなったのではないかと思われてしまっていたが、市民に請われデモクリトスを診たヒポクラテスは、デモクリトスの聡明さとその行動が彼の哲学によるものであることを知り、「幸福な人である」と診断した。このことがあってからデモクリトスは「笑う哲学者」と呼ばれるようになったという。ディオゲネス・ラエルティオス『ギリシア哲学者列伝』にも、「アテノドロス『散策』第8巻によれば」とした上で、ヒポクラテスとデモクリトスが知己であったことを伺わせる記述がある（ヒポクラテスが若い娘を連れて歩いていたところ、デモクリトスは最初に会ったとき娘に「今日は、娘さん」と挨拶したが、次の日は「今日は、奥さん」と挨拶した。デモクリトスは娘がその晩のうちに処女を失ったことを一目で見抜いた）。
ヒポクラテスの逸話は、その業績を讃えるものばかりではない。ヒポクラテスがとあるギリシアの神殿に放火して逃げ去ったという話も伝わる。これはエフェソスのソラノスの記述を典拠とする話で、ソラノスは神殿はクニドス派の神殿であったとしているが、12世紀ビザンティンの史家ヨハンネス・ツェツェースの著作では、ヒポクラテスは医学知識を独り占めするためにコス島の神殿に放火したとされている。一説には、ヒポクラテスが医術を神々の行いから切り離したことに反発した守旧派が、火事をヒポクラテスの放火によるものであると決めつけ、疑いをかけられたヒポクラテスはコス島を後にし、遍歴医として世界各地を巡る旅に出たのだという。

### ヒポクラテスの名をもつもの

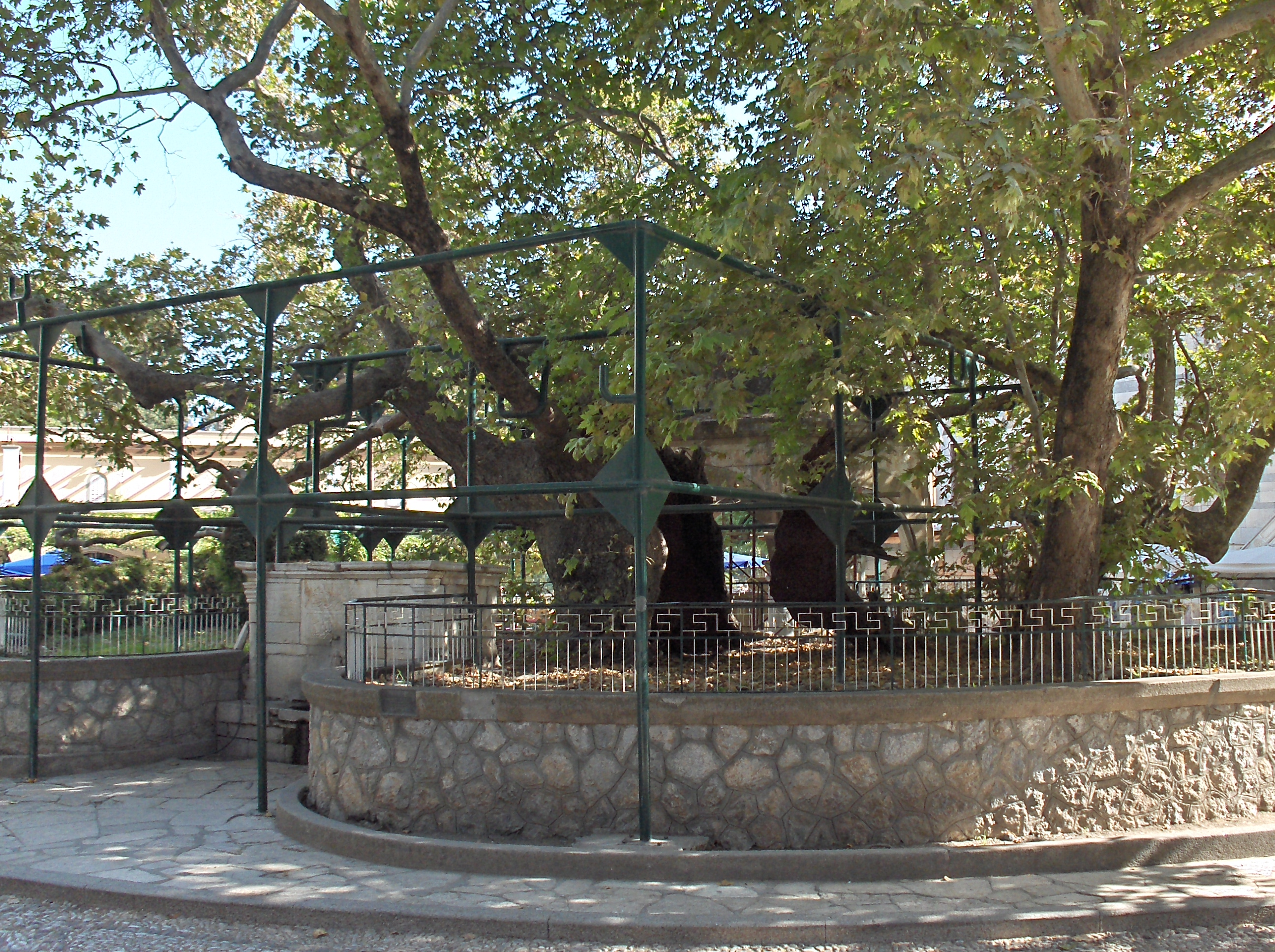
コス島のプラタナスの古木。ヒポクラテスがこの木の下で医者の仕事をし医学を教えたという言い伝えがあることから、この木は「ヒポクラテスの木」と呼ばれ、現在コス島の観光スポットとなっている。

病気の症状の中には、ヒポクラテスがその症状を最初に記した人物と信じられていることから、今日でもヒポクラテスの名を冠して呼ばれるものもある。ヒポクラテス顔貌とは、死、あるいは長期の病気、過度の排出（嘔吐、下痢、排尿など）、過度の飢餓によって生じた顔貌の変化のことであり、ヒポクラテス死相ともいう。指・爪の変形した状態であるばち指も、ヒポクラテスが肋膜および肺の炎症からばち指となることを指摘していることからヒポクラテス指と呼ばれる。ヒポクラテス振盪音とは、水気胸、膿気胸の位置を確認するとき聞こえる音である。肩関節脱臼や顎関節脱臼の整復法にはヒポクラテス法と呼ばれる方法もある。『ヒポクラテス全集』、『ヒポクラテスの誓い』もヒポクラテスの名を冠したものに含まれるであろう。
現代では、月のクレーターにヒポクラテス（en）と名付けられたクレーターがあり、ギリシャのコス島にはヒポクラテス博物館がある。『ハリー・ポッターシリーズ』には、アーサー・ウィーズリー氏の主治癒としてヒポクラテス・スメスウィックという人物も登場する。ニューヨーク大学 メディカルセンターには、「ヒポクラテス・プロジェクト」と呼ばれる、テクノロジーを活用して教育の充実を図るプログラムがあり、似た様な名前ではあるが、カーネギーメロン大学コンピューターサイエンススクールとシャディサイド・メディカルセンターによる「コンピューター補助による次世代手術ロボットの設計・開発」を目的としたプロジェクトが、HIgh PerfOrmance Computing for Robot-AssisTEd Surgery （手術を補助するロボットの為の高性能コンピュータ）の頭字語から「プロジェクト・ヒポクラテス」と名付けられている。またカナダとアメリカには、『ヒポクラテスの誓い』を時代を超えた不変不可侵の原則として原本のままの形で規範とする医師らによる団体「カナダ・ヒポクラティック・レジストリ」と「アメリカ・ヒポクラティック・レジストリ」がある。

## 系譜

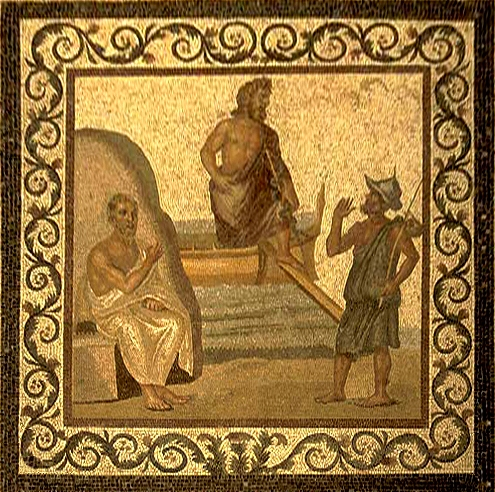
コス島アスクレピオス神殿の床絵。アスクレピオス神（中央）とヒポクラテス（左）。

ヒポクラテスの父方の系譜を遡るとアスクレピス神に辿りつく。また母方の祖先はヘラクレスであるという。ヨハンネス・ツェツェースの著作『キリアデス（千行詩とも）』によると、ヒポクラテスの家系図（ahnentafel）は以下の通りとなる。
1. Hippocrates II. “医学の父”ヒポクラテス

2. Heraclides

4. Hippocrates I.

8. Gnosidicus

16. Nebrus

32. Sostratus III.

64. Theodorus II.

128. Sostratus, II.

256. Thedorus

512. Cleomyttades

1024. Crisamis

2048. Dardanus

4096. Sostatus

8192. Hippolochus

16384. Podalirius

32768. Asklepius アスクレピオス

## 日本語訳

宇田川榕菴による蘭文の賛が入る石川大浪筆『蘭人依卜加刺得斯之象』（伊藤圭介旧蔵、国立国会図書館所蔵）。同図が早稲田大学図書館に2点所蔵されている。

ヒポクラテスの名のもとに集成された『ヒポクラテス全集』には、ヒポクラテス以外の論文も含まれている。
- 今裕 訳『ヒポクラテス全集』岩波書店、1931年。doi:10.11501/1051763。
- 小川政恭 訳『古い医術について　他八篇』岩波書店〈岩波文庫 青 901-1〉、1963年。ISBN 4003390113。
- 大橋博司 訳『ギリシアの科学』中央公論社〈世界の名著 9〉、1972年。
- 大槻真一郎 編集責任『新訂ヒポクラテス全集』エンタプライズ、1997年。ISBN 4872911008。
- 國方栄二 編 訳『ヒポクラテス医学論集』岩波文庫、2022年12月。ISBN 4-00-339012-1。

## 参考文献

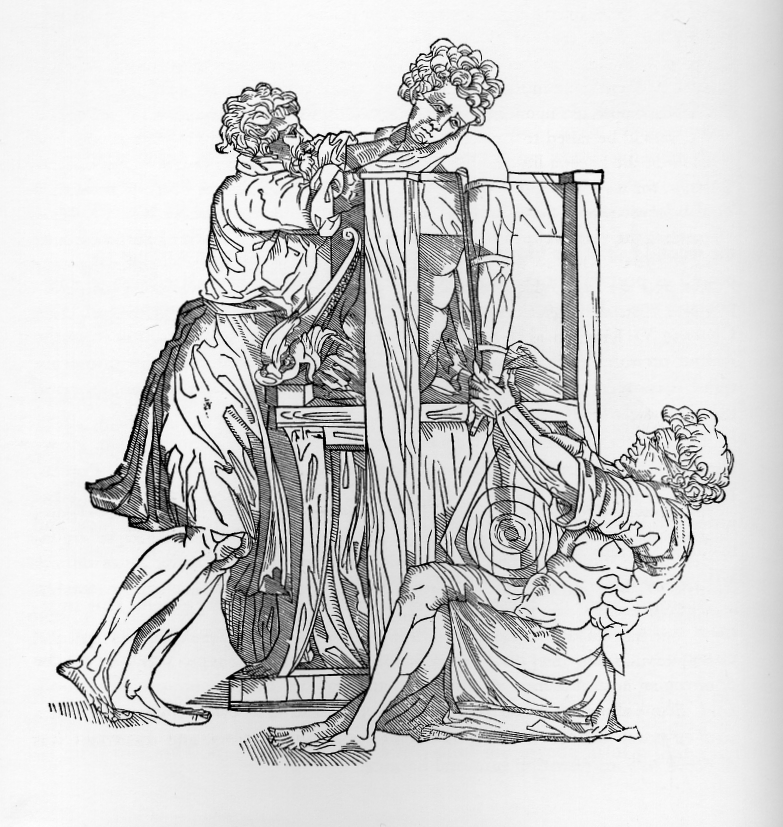
肩の脱臼を整復するヒポクラテスの器具の木版画。